# Inquietudine (film 1998)
Inquietudine è un film del 1998 diretto da Manoel de Oliveira.

## Struttura
Il film è diviso in tre episodi: 
- Gli immortali, tratto dal dramma Os Imortais di Helder Prista Monteiro;
- Suzy, tratto dal racconto Suzy di António Patrício;
- La madre di un fiume, tratto dal racconto A mãe de um Rio di Agustina Bessa-Luís.

In una sequenza appare il novantenne regista ballare un tango sulle note di Adiós muchachos, composta da Julio César Sanders e portata al successo da Carlos Gardel. «(...) una straordinaria performance di Oliveira stesso e della moglie, danzatori d'un tango di Gardel di tutto punto vestiti, impeccabili nei movimenti».

## Trama
Protagonisti principali un padre e un figlio, anziani entrambi, due accademici universalmente riconosciuti. Il film inizia con il vecchio padre che appare muoversi come per suggestione della colonna sonora, il Concerto per pianoforte e orchestra n.2 opera 18 di Rachmaninov che il vecchio sembra dirigere tramite il proprio bastone. Questo strano personaggio in corta vestaglia bordeaux irrompe nella stanza attigua al proprio rifugio che richiama, nello stesso tempo, un’aula, uno studio, una biblioteca, e, cogliendo il figlio al proprio tavolo di studio, così l’apostrofa bruscamente: «Ammazzati!». Il dialogo tra i due celebri luminari, padre e figlio dei quali non conosciamo il nome proprio, identificandosi soltanto attraverso il nome comune, vede un figlio tollerante di fronte alla follia paterna. Il padre sostiene che l’invecchiamento porterà via ogni loro successo e conquista, ogni loro scoperta e realizzazione, che il decadimento fisico non lascerà alcuna via di uscita. Per ricordarsi di esistere ancora si fa un nodo intorno al polso. Si sente un mostro, un mezzo uomo, come il Minotauro di cui il figlio osserva una pittura attaccata alla parete ricevuto l’invito di ammazzarsi. Ammazzarsi per non invecchiare. La vecchiaia non suscita nessun desiderio e ogni passato è sepolto, le masse sono attratte soltanto da ciò che le sconvolge e le impressiona, cioè dalla morte. Il figlio cerca di riportare il vecchio padre a tenerezze terrene sempre vive attraverso Marta, da entrambi amata e la donna si ritrova con loro per un incontro fuori dalle mura della loro abitazione e la scena ricorda La colazione sull’erba di Manet. Ma il vecchio vuole rientrare e, vista la sua idea fissa che l’unica strada per l’immortalità sia quella di morire prima del tempo, con un pretesto spinge, usando ancora il proprio bastone, il figlio attraverso la finestra per farlo precipitare e trovare la morte. Si intravede precipitare dalla finestra del piano di sotto dove una mamma con due bambini stanno pranzando e vi accorrono per vedere. Allo spettatore restano rumori di auto che cercano di frenare. Il vecchio ha vinto, dal suo punto di vista, ma si rende conto che il problema riguarda anche se stesso. Quindi segue il figlio buttandosi direttamente dalla finestra verso l’immortalità o ciò che così viene chiamata. A questo punto si sente un forte applauso e inaspettatamente c’è un sipario che cala per poi risalire e dare la possibilità ai sei attori che hanno partecipato alla pièce di inchinarsi verso il pubblico come in teatro si usa fare. 
All’interno del teatro vengono isolati due uomini dei quali, e vale per tutti i personaggi maschili del film, non si verrà a conoscenza del nome proprio. Ironicamente uno dei due, quello più estroverso, fa una considerazione sull’opera teatrale cui hanno assistito dicendo che hanno scoperto che la morte dona l’immortalità. Vengono inquadrate due bellissime donne, Suzy e Gabi, che occupano un altro palco. Quello più introverso dice che se la morte dona l’immortalità le donne ci donano la vita. Quello più estroverso scoprirà il nome delle due ragazze mentre l’altro, dandy e poeta allo stesso tempo, che si era rivolto a Suzy dicendole che avrebbe potuto perdere la testa per lei, a tutta risposta ottiene un solenne «Imbecille». La scena si svolge a Oporto ed è incentrata sulla storia dell’amore contrastato del poeta e di Suzy. Il primo trascriverà le proprie riflessioni sul rapporto con lei, l’amico ha una visione più terrena ed è entusiasta di godere della bellezza fisica di Gabi. La bellezza di Suzy è fisica e interiore, la sua saggezza è riassunta nella frase che ripete di fronte ad ogni novità o manifestazione del destino: «Non è che un dettaglio». Nella sua interezza crede di percepirla il poeta che comunque non trova gli strumenti per entrare completamente nel suo mondo femminile. La morte di Suzy lo sconvolgerà e allora l’amico, per consolarlo, gli racconta la leggenda di Fisalina.
In uno spazio indefinito e mitico, non lontano da un povero villaggio portoghese, vive da oltre mille anni la madre del fiume, in un tempo che si è fermato, dimenticata dagli uomini. Un giorno la bella Fisalina, la cui inquietudine naturale è moltiplicata dall’amore non pienamente realizzato per il figlio del campanaro, che a modo suo comunque la corrisponde, si inoltra nel bosco e incontra la madre del fiume, donna e strega dalle dita dorate. Paladina dello spirito umano e custode della verità, la madre del fiume legge in greco antico a Fisalina il passaggio della Teogonia di Esiodo dove viene descritta l’origine degli dei, gli immortali. Le mostra anche la grotta dell’acqua profonda, Fisalina corre via. Tornata al villaggio mentre scrive si rende conto di avere la punta delle dita della mano destra d’oro, similmente alla madre del fiume. Fisalina stava trascrivendo in una lingua moderna perché il greco antico era dimenticato il passaggio della Teogonia di Esiodo. Fisalina sente che la madre del fiume aveva concesso a Fisalina il privilegio e il fardello dell’immortalità. Anche i custodi dello spirito umano devono essere sostituiti, il figlio del campanaro da cui è costretta a separarsi è disperato. Durante la processione del Cristo morto le donne del villaggio scoprono che Fisolina ha le dita d’oro essendole inavvertitamente scivolato dalla mano il guanto che le nascondeva. Al grido di «Strega, strega» torna alla fonte dell’acqua profonda, Sarà lei la madre del fiume per mille anni, fino a che non potrà essere sostituita. 
Tornando ai due amici l’estroverso dice all’amico che quel villaggio esiste ancora ma ha dimenticato questa storia. Tuttavia le donne d’inverno usano guanti che lasciano scoperte le dita per il fatto che sono più comodi per potere infilare la lana, ma forse temono che le dita possano diventare d’oro e stanno attente. Il poeta risponde che ciò è un dettaglio, ricordando Suzy. «Povera Fisalina» commenta il primo, «povera Suzy» conclude il secondo.

## Critica
Mariolina Diana scrive che il trittico di Inquietudine, è unito dal tema del «desiderio di immortalità, (...) ma può, in un azzardo interpretativo, essere anche letto come riepilogo, un ritorno all'indietro che riassume, in tre tempi, le riflessioni del regista sul suo modo di fare cinema, così come si è evoluto nel corso del tempo, tra costanti e variazioni».
Come «tutto il cinema portoghese a partire dagli anni sessanta» anche questo film di De Oliveira è in sostanza «identificato con il cinema d'autore» nonché «con la storia novecentesca del suo paese». In Inquietudine si torna indietro nel tempo quando si passa dalla città di Oporto «che sembra un quadro di Carlos Botelho (...) per entrare in un'atmosfera sognante e magica, favolosa e incantata (...)».
Nel film «la bohème portoghese degli anni Trenta» vissuta dai due amici dei quali il più sensibile percepisce la sua amata coquette Suzy «intemporale allieva di Marco Aurelio».

## Riconoscimenti
Il film è stato presentato fuori concorso al Festival di Cannes 1998. È stato premiato con i Globos de Ouro come miglior film del 1999.